# Antoine Augustin Cournot
Antoine Augustin Cournot (ur. 28 sierpnia 1801 w Gray, zm. 31 marca 1877 w Paryżu) – francuski filozof, matematyk i ekonomista. Był przedstawicielem lozańskiej szkoły ekonomicznej. Jego największe dzieło to: Badanie nad zasadami matematyki teorii bogactwa.
W ekonomii jest znany z prac nad oligopolem i pojęciem równowagi.

## Literatura dodatkowa
- Antoine Augustin Cournot, Recherches sur les Principes Mathematiques de la Theorie des Richesses, Paris: Hachette, 1838. (Tłumaczenia: włoskie w Biblioteca Dell'Econ., 1875.; angielskie przez N. T. Bacon opublikowane w Economic Classics [Macmillan, 1897] oraz reprodukcja w 1960 przez Augustusa M. Kelly'ego.)